# 841 a.C.
L'841 a.C. (DCCCXLI a.C. in numeri romani) è un anno  del IX secolo a.C.

## Eventi
- Cina: Zhōu Lìwáng 10º Re della dinastia Zhou occidentale - viene esautorato da un colpo di stato e sostituito da una diarchia di Duchi (di Zhou e di Zhao) che ressero il potere fino al 828 a.C., durante quello che divenne noto come l'interregno Gonghe (forma di reggenza repubblicana). Si rafforza l'influenza dei poteri feudali e dei nobili vassalli nei confronti del potere reale. Segno tangibile della decadenza della dinastia Zhou occidentale.